# Heterorachis tornata
Heterorachis tornata là một loài bướm đêm trong họ Geometridae.